# Aluminiumsilikat
Aluminiumsilikater er mineraler der består af aluminium, silicium og oxygen, og modcationer. Det er det primære indhold i kaolin og andre lermineraler.
Andalusit, kyanit og sillimanit er naturligt forekommende aluminiumsilikatmineraler der har sumformlen Al2SiO5. Trippelpunktet for de tre ploymorfe materialer er omkring 500 °C og et tryk på 0,4 GPa. Disse tre mineraler bliver ofte brugt som indeksmineraler i metamorfe bjergarter.
Hydrerede aluminiumsilikatmineraler kaldes zeolitter og porøse strukturer der findes naturligt.
Katalysatoren silica-alumina er et amorf stof som ikke er et aluminiumsilikat.